# Obsjtina Borino
Obsjtina Borino (bulgariska: Община Борино) är en kommun i Bulgarien. Den ligger i regionen Smoljan, i den sydvästra delen av landet, 140 km sydost om huvudstaden Sofia.
Obsjtina Borino delas in i:
- Jagodina
- Bujnovo

Följande samhällen finns i Obsjtina Borino:
- Borino

I omgivningarna runt Obsjtina Borino växer i huvudsak blandskog. Runt Obsjtina Borino är det glesbefolkat, med 20 invånare per kvadratkilometer.